# Agropôle
 (septembre 2020).

L'Agropôle Swiss est un centre d'innovations basé à Molondin dans le canton de Vaud. Il a pour but d'accueillir des sociétés actives dans le domaine agroalimentaire. Agropôle SA est une société privée, propriétaire du terrain et ayant pour mission de stimuler l'innovation agri-food tech afin de mettre en place des solutions alimentaires durables. Le site accueille des acteurs du champ à l'assiette ainsi que des innovateurs et des chercheurs, afin de créer des synergies,. En 2020, le pôle réunit une dizaine de sociétés privées ainsi que quatre startups comme CombaGroup et ecoRobotix.   

## Secteur agri-food tech: de la Suisse à l'international
Bien que la Suisse soit un pays de petite taille, sa force d'innovation est notoire et mondialement reconnue. Pour ce faire, en parallèle des campus universitaires de renommée comme l'EPFL ou l'ETH de Zürich, des centres d'innovations se sont développés dans les domaines des sciences de la vie comme le Biopôle , des technologies de l'aéronautisme ainsi que des pôles d'innovation généralistes comme l'Y-Park.  
Le secteur agroalimentaire est depuis quelques années lui aussi mis en lumière. En ce sens, la Swiss Food & Nutrition Valley est née en 2019, sur l'initiative publique-privée et visant à mettre en valeur les savoir-faire et les capacités d'innovation. L'Agropôle est un des acteurs terrains de ce secteur en expansion.

## Situation et développements
Proche d'écoles d’ingénierie comme la HEIG-VD d'Yverdon-les-Bains ou de centres de recherches comme Agroscope, l'Agropôle est situé à Molondin en campagne Vaudoise. Une situation permettant des collaborations afin de mener des essais en champs. En 2020, plusieurs types de robots et de drones de traitement autonomes, ainsi que des essais des cultures de nouvelles variétés d'aliments ont été réalisés,,.  
Dès 2021, de nouveaux bâtiments sont développés sur le site,.   

## Sociétés et start-up sur site
- CombaGroup
- Ecorobotix
- AlphaToucan
- Visar Sorting[18]
- 724
- FreshCube
- Cogiterre
- Bio Pack Swiss
- Green Pack Swiss
- SD Partners
- GreenCom